# Yuki Inoue
Yuki Inoue (født 31. oktober 1977) er en tidligere japansk fodboldspiller.
Han har spillet for flere forskellige klubber i sin karriere, herunder Yokohama Flügels, JEF United Ichihara og Ventforet Kofu.